# Makoto Kobayashi (illustrateur)
Pour les articles homonymes, voir Makoto Kobayashi.
Ne doit pas être confondu avec Makoto Kobayashi (auteur).
Makoto Kobayashi (小林 誠, Kobayashi Makoto) est un designer de mecha et auteur de manga japonais né à Tokyo le 13 juillet 1960.　
Il a participé à divers anime et mangas comme City In Labyrinth.
En 2004, il publie Dragon's Heaven dans le recueil Robot.